# Sonam Gyalpo
Sonam Gyalpo (tibétain : བསོད་ནམས་རྒྱལ་པོ, Wylie : bsod nams rgyal po, chinois : 索郎杰布, Suolang Jiebu) ; 14 juin 1955 comté de Gongkar, préfecture de Lhoka - 16 août 2023 Lhassa) est un ancien prisonnier politique tibétain emprisonné  16 ans en Chine.

## Biographie
Sonam Gyalpo est né le 14 juin 1955, dans le comté de Gongkar, préfecture de Lhoka au Tibet. Tailleur de profession, il a été moine. Son père, Ganpo Karma Tsewang, un chef local avant 1959, emprisonné 15 ans pour avoir aidé les résistants tibétains est mort en 1989. Comme d'autres aristocrates, sa mère, Lhayang Drolkar, a subi des « séances de lutte » pendant la révolution culturelle et est morte en 1980 à l’âge de 45 ans.
Sonam Gyalpo est arrêté pour la première fois le 27 septembre 1987, à la suite de sa participation à une manifestation pacifique en faveur de l'indépendance du Tibet à Lhassa. Il était aux côtés de 20 moines du monastère de Drepung. Ngawang Woebar qui manifestait à ses côtés et a été témoin de son arrestation déclare : « Nous étions nombreux, mais Sonam Gyalpo était l'un des rares à être en première ligne et à l'initiative de la manifestation. Cependant, vers la fin de la manifestation, nous avons demandé à tous ceux qui s'étaient joints à la manifestation de se disperser car nous ne voulions pas que tout le monde soit arrêté. C'est donc Sonam Gyalpo et quelques autres qui ont été arrêtés ce jour-là. ».
Il est condamné à trois ans de prison de Drapchi. Il est libéré le 20 septembre 1990.
La nuit du 23 juillet 1993, à son domicile, il est arrêté à son retour du Népal après avoir rendu visite à son frère et reçu la bénédiction du 14e dalaï-lama en Inde. Il subit une détention au secret et des transferts dans différentes prisons. Il est incarcéré 6 mois dans la prison de Nyara à Shigatsé puis 6 autres mois à la prison de Sangyip à Lhassa.
Il est arrêté pour la troisième fois le 28 août 2005 par le Bureau de sécurité publique à son domicile de Lhassa. Lors d'une perquisition à son domicile, des photos, des cassettes vidéo et des livres sur le 14e dalaï-lama sont confisqués, et il est accusé d'espionage et de « mise en danger de la sécurité de l'État ». Il est allégué qu'il aurait eu des contacts avec le gouvernement tibétain en exil dans les années 1990 et se serait engagé dans des activités indépendantistes dans la région autonome du Tibet, selon des informations chinoises officielles rapporté par Dui Hua en avril 2007. Son arrestation, et celle de 9 autres personnes, coïncidait  avec  la célébration du 40e anniversaire de la fondation de la région autonome du Tibet le 1er septembre 2005. Le 9 juin 2006, le tribunal populaire intermédiaire de Lhassa a condamné Gyalpo à 12 ans d'emprisonnement. À la suite de sa condamnation, Gyalpo a été détenu au secret au centre de détention de Seitru à Lhassa pendant environ 10 mois. Le 3 novembre 2006, Gyalpo est transféré à la prison de Chushul et finalement libéré le 27 août 2017.
Son cas a fait l'objet en 2007 d'un échange entre Groupe de travail sur la détention arbitraire de l'ONU et des représentants du gouvernement chinois. 
Il meurt le 16 août 2023 à l'âge de 68 ans à son domicile de Lhassa. La cause de son décès n'est pas révélée, bien que ses proches pensent que sa mort est le résultat d'une mauvaise santé provoquée par ses années d'emprisonnement.